# Cnemidochroma
Cnemidochroma è un genere di coleotteri appartenente alla famiglia Cerambycidae.

## Tassonomia
- Cnemidochroma buckleyi (Bates, 1879)
- Cnemidochroma coeruleum (Achard, 1910)
- Cnemidochroma lopesi Fragoso & Monné, 1989
- Cnemidochroma ohausi (Schmidt, 1924)
- Cnemidochroma phyllopoides (Schmidt, 1924)
- Cnemidochroma phyllopus (Guérin-Méneville, 1844)